# Hotchkiss H35
Hotchkiss H35 je bio francuski laki tenk u razdoblju između dva svjetska rata. Projektiran je 1933. godine, a 1936. je primljen u službu s ulogom lakog tenka i tenka za potporu pješaštvu. Ukupno je proizvedeno oko 400 primjeraka, od kojih je tri četvrtine dodijeljeno konjici, a ostali pješaštvu.
Zbog kratke cijevi glavnog topa kalibra 37 mm i samo jedne strojnice nije se moga nositi s njemačkim oklopnim snagama. U prilog mu nije išla ni brzina od maksimalnih 27,5 km/h. Njegova jedina dobra strana je bio relativno debeo oklop. Nijemci su zarobljenim tenkovima skinuli kupole koje su ukomponirali u statičke linije obrane, a tijelo tenka su koristili za vuču topničkog oružja i streljiva.

### Zajednički poslužitelj
|  | Zajednički poslužitelj ima još gradiva o temi Hotchkiss H39 |